# Raiffeisen Bankengruppe (Österreich)

Logo der Raiffeisen Bankengruppe

Die Raiffeisen Bankengruppe (RBG, inoffiziell auch Raiffeisen-Geldsektor) ist der Zusammenschluss der österreichischen Raiffeisenbanken und damit Teil der österreichischen Kreditwirtschaft.
Die RBG ist die größere der beiden großteils genossenschaftlich strukturierten Bankengruppen Österreichs (die zweite ist die Volksbank Gruppe) und die zweitgrößte Bankengruppe des Landes (nach der Sparkassengruppe Österreich). Der Marktanteil der RBG über die verschiedenen Marktsegmente liegt bei ungefähr 30 %, ihre konsolidierte Bilanzsumme beträgt 388 Milliarden Euro (2021).
Bei der RBG handelt es sich um einen Zusammenschluss unabhängiger Banken. Sie ist dreistufig aufgebaut und besteht aus mehr als 300 selbständigen lokalen, genossenschaftlich organisierten Raiffeisenbanken (1. Stufe), den acht Raiffeisenlandesbanken (2. Stufe) sowie dem Spitzeninstitut der Bankengruppe, der Raiffeisen Bank International (RBI), die wiederum zahlreiche in- und ausländische Tochtergesellschaften unterhält. Die Einzelgenossenschaften sind Mitglied im Österreichischen Raiffeisenverband.

## Raiffeisenbanken
Die erste Stufe der RBG stellen die Raiffeisenbanken dar. Diese sind die Haupteigentümer der Raiffeisenlandesbanken (RLB), die die zweite Stufe bilden. Die dritte Stufe besteht aus der Raiffeisen Bank International (RBI) in Wien. Die Haupteigentümer dieser Aktiengesellschaft sind wiederum die Raiffeisenlandesbanken (Streubesitz: 41,2 %).
Die 327 (Stand: Ende 2022) Raiffeisenbanken betreiben 1637 Bankstellen (Stand: Ende 2022). In den letzten Jahren ist sowohl die Zahl der Raiffeisenbanken als auch die der Bankstellen zurückgegangen.
Seit 2021 betreibt die Raiffeisen Bankengruppe ein institutsbezogenes Sicherungssystem (IPS) sowie eine eigene Einlagensicherung.

## Raiffeisenlandesbanken
In jedem österreichischen Bundesland besteht eine Raiffeisenlandesbank (in Salzburg Raiffeisenverband genannt), deren Haupteigentümer die Raiffeisenbanken des jeweiligen Bundeslandes sind. Ausnahmen sind die Bundesländer Niederösterreich und Wien, für die eine gemeinsame Raiffeisenlandesbank besteht. Aus vertragsrechtlichen Gründen sind in den letzten Jahren einige Raiffeisenlandesbanken von Genossenschaften in Aktiengesellschaften umgewandelt worden.
Die Landesbanken verfügen über zahlreiche verschiedene Beteiligungen unabhängig von den Beteiligungen der Raiffeisen Bank International.

## Raiffeisen Bank International
Die Raiffeisen Bank International AG (RBI) betrachtet Österreich, wo sie als eine führende Kommerz- und Investmentbank tätig ist, sowie Zentral- und Osteuropa (CEE) als ihren Heimmarkt. 14 Märkte der Region werden durch Tochterbanken abgedeckt, darüber hinaus umfasst die Gruppe zahlreiche andere Finanzdienstleistungsunternehmen beispielsweise in den Bereichen Leasing, Vermögensverwaltung und M&A. Insgesamt betreuen mehr als 50.000 Mitarbeiter 16,6 Millionen Kunden in 2.500 Geschäftsstellen, der überwiegende Teil davon in CEE (Stand März 2017). Die Aktie der RBI notiert an der Wiener Börse. Die Raiffeisen Landesbanken halten rund 58,8 Prozent an der RBI, der Rest befindet sich im Streubesitz. Innerhalb der Raiffeisen Bankengruppe ist die RBI das Zentralinstitut der Raiffeisen Landesbanken sowie sonstiger angeschlossener Kreditinstitute und nimmt in dieser Funktion wesentliche Serviceaufgaben wahr.
Bis zur Verschmelzung mit ihrer damaligen Tochtergesellschaft RBI im März 2017 war die Raiffeisen Zentralbank Österreich AG das Spitzeninstitut der RBG.

## Einflussbereich der Raiffeisen Bankengruppe

### Industrie
Die Raiffeisen Bankengruppe betreibt in Österreich nicht ausschließlich klassisches Bankgeschäft, sondern verfügt auch über eine größere Zahl an direkten und indirekten Beteiligungen an österreichischen Industrieunternehmen. Die Raiffeisen-Holding Niederösterreich-Wien (Eigentümerin der Raiffeisenlandesbank Niederösterreich-Wien) verfügt beispielsweise über Beteiligungen an Agrana, NÖM und der Strabag. Außerdem ist die Raiffeisenlandesbank Oberösterreich größte Einzelaktionärin des Stahlerzeugers voestalpine, der ursprünglich im Staatsbesitz war. Darüber hinaus gibt es Verflechtungen über die Raiffeisen-Holding Niederösterreich-Wien zum Mediensektor. Die Holding ist im Besitz der Printmedien Beteiligungsgesellschaft, die wiederum über 50 % der Anteile am KURIER Zeitungsverlag hält, der etwa die Tageszeitung Kurier, das Wochenmagazin profil und Schau TV besitzt. Im Aufsichtsrat der Printmedien Beteiligungsgesellschaft sitzt mit Erwin Hameseder der Generalanwalt des Raiffeisenverbands.

### Politik
Ebenso gibt es enge Verbindungen zur österreichischen Politik. Die Website meineabgeordneten.at listet 37 Abgeordnete (35 ÖVP, jeweils 1 SPÖ und FPÖ) in Landtagen und Nationalrat, die in den letzten zehn Jahren (Abruf: 6. November 2022) in einem Naheverhältnis zu Raiffeisen standen. Aufgrund ihrer historischen Verbindungen zum Bauernbund wird das Verhältnis zur ÖVP als vergleichsweise eng angesehen. Im Zusammenhang mit den Nationalratswahlkämpfen 2017 und 2019 unter Sebastian Kurz wurden insbesondere Raiffeisenbanken als Kreditgeber der ÖVP genannt. Personelle Verbindungen zu Raiffeisen konnten in der Vergangenheit auch in der Spitzenpolitik beobachtet werden. So wurde der ehemalige Vizekanzler und Finanzminister Josef Pröll nach seiner politischen Karriere im Jahr 2011 Vorstandssprecher bei der Tochtergesellschaft der RH NÖ-W Leipnik-Lundenburger. Der ehemalige Finanzminister Hartwig Löger war vor seinem Einstieg in die Politik Vorstandsvorsitzender der Uniqa Österreich (ehem. Bundesländer-Versicherung; ). Christian Konrad, Generalanwalt des Raiffeisenverbands von 1994 bis 2012, wurde 2015 für etwas mehr als ein Jahr zum Flüchtlingskoordinator der österreichischen Bundesregierung bestellt. Erwin Hameseder, aktueller Generalanwalt, war Stiftungsvorsitzender der Dr. Erwin Pröll Privatstiftung. Medial ebenso beachtet wurde die Auszahlung des Klimabonus durch eine Firma im Besitz der RLB OÖ.